# 931 v.Chr.
Het jaar 931 v.Chr. is een jaartal volgens de christelijke jaartelling.

## Gebeurtenissen

### Egypte
- Farao Sjosjenq I begint een veldtocht in de Levant en valt Palestina binnen. Hiermee herstelt hij de internationale positie van Egypte.

### Palestina
- Volgens de Bijbel valt het rijk van Salomo bij zijn dood in twee delen uiteen (Juda met de nakomelingen van David en het koninkrijk Israël).
- Koning Jerobeam I regeert over het koninkrijk Israël.
- Koning Rechabeam (931 - 912 v.Chr.) heerser over het koninkrijk Juda.
- Farao Sjosjenq I laat in Jeruzalem de Tempel van Salomo plunderen.

## Overleden
- Salomo, koning van het Koninkrijk Israël